# Aliturus aberlenci
Aliturus aberlenci är en skalbaggsart som beskrevs av Antonio Vives 2005. Aliturus aberlenci ingår i släktet Aliturus och familjen långhorningar.
Artens utbredningsområde är Madagaskar. Inga underarter finns listade i Catalogue of Life.